# Felipe dos Santos
Felipe dos Santos, född 30 juli 1994, är en friidrottare från Brasilien. Han deltog vid olympiska sommarspelen 2020.